# Centropyge nahackyi
Centropyge nahackyi is een  straalvinnige vissensoort uit de familie van engel- of keizersvissen (Pomacanthidae). De wetenschappelijke naam van de soort is voor het eerst geldig gepubliceerd in 1989 door Kosaki.
De soort staat op de Rode Lijst van de IUCN als Gevoelig, beoordelingsjaar 2009. De omvang van de populatie is volgens de IUCN stabiel.